# Theodore Nash
Theodore Allison Nash –conocido como Ted Nash– (Melrose, 29 de octubre de 1932-Medford, 3 de julio de 2021) fue un deportista estadounidense que compitió en remo. Participó en dos Juegos Olímpicos de Verano en los años 1960 y 1964, obteniendo dos medallas, oro en Roma 1960 y bronce en Tokio 1964.

## Palmarés internacional
| Juegos Olímpicos | Juegos Olímpicos | Juegos Olímpicos  | Juegos Olímpicos   |
| Año              | Lugar            | Medalla           | Prueba             |
| ---------------- | ---------------- | ----------------- | ------------------ |
| 1960             | Roma (Italia)    | Medalla de oro    | Cuatro sin timonel |
| 1964             | Tokio (Japón)    | Medalla de bronce | Cuatro sin timonel |